# Morpheus Wild
Morpheus is een Belgisch bier van hoge gisting.
Het bier wordt gebrouwen in Brouwerij Alvinne te Moen.
Het is een donkerbruin bier met een alcoholpercentage van 5,9%. Morpheus Wild is een zurig bier van het type Vlaams Oud Bruin. Het bier is een blend tussen Morpheus Wild Undressed gerijpt op houten vaten (niet gehopt, zurig bier) en Morpheus Dark. Het bier wordt niet bijgezoet.